# Exbibit
Exbibit (Eibit) es una unidad de información utilizada como un múltiplo del bit. Equivale a 260 bits.

## Visión general
El exbibit está estrechamente relacionado con el exabit (Ebit). Exbibit y exabit no son sinónimos pero suelen usarse incorrectamente como si lo fueran, aunque en realidad tienen valores diferentes:
- Exbibit = 1 152 921 504 606 846 976 (260) bits.
- Exabit = 1 000 000 000 000 000 000 (1018) bits.

Los dos números están relativamente cercanos, pero el confundir uno con otro ha llevado ocasionalmente a problemas aún discutidos por la comunidad informática. (Ver: Prefijos binarios y Prefijos del SI para más información)

## Historia
Su nombre proviene de la contracción de Exa binary bit.[cita requerida]
Forma parte de la norma ISO/IEC 80000-13, antiguamente IEC 60027-2.

## Tabla de unidades
| Prefijo             | Símbolo del prefijo | Nombre resultante del prefijo + bit | Símbolo del múltiplo del bit | Factor y valor en el ISO/IEC 80000-13   |
| ------------------- | ------------------- | ----------------------------------- | ---------------------------- | --------------------------------------- |
| Valor de referencia |                     | bit                                 | bit                          | 20 = 1                                  |
| Kibi                | Ki                  | kibibit                             | Kibit                        | 210 = 1 024                             |
| Mebi                | Mi                  | mebibit                             | Mibit                        | 220 = 1 048 576                         |
| Gibi                | Gi                  | gibibit                             | Gibit                        | 230 = 1 073 741 824                     |
| Tebi                | Ti                  | tebibit                             | Tibit                        | 240 = 1 099 511 627 776                 |
| Pebi                | Pi                  | pebibit                             | Pibit                        | 250 = 1 125 899 906 842 624             |
| Exbi                | Ei                  | exbibit                             | Eibit                        | 260 = 1 152 921 504 606 846 976         |
| Zebi                | Zi                  | zebibit                             | Zibit                        | 270 = 1 180 591 620 717 411 303 424     |
| Yobi                | Yi                  | yobibit                             | Yibit                        | 280 = 1 208 925 819 614 629 174 706 176 |

1. El símbolo del bit en el estándar ISO/IEC 80000-13, es bit y se escribe siempre en minúscula.[1]
2. Los valores son en bit, no existe confusión con byte.
3. Para hacer una conversión de bit a byte, dividir la cantidad de bits por 8. Ejemplo: 
 * 1 048 576 mebibit = 131 072 kibibyte.